# Crusea hispida
Crusea hispida är en måreväxtart som först beskrevs av Philip Miller, och fick sitt nu gällande namn av William Robinson. Crusea hispida ingår i släktet Crusea och familjen måreväxter.

## Underarter
Arten delas in i följande underarter:
- C. h. grandiflora
- C. h. hispida